# بيل إتش. مكافي
بيل إتش. مكافي هو سياسي أمريكي، ولد في 10 مارس 1931 في مقاطعة غوردون في الولايات المتحدة، وتوفي في 12 سبتمبر 2015 في تشاتانوغا في الولايات المتحدة. نشط حزبياً في الحزب الجمهوري. وقد انتخب عضو مجلس نواب تينيسي ‏.